# Narzeczona z Lammermoor
Narzeczona z Lammermoor (ang. The bride of Lammermoor) – powieść historyczna Waltera Scotta wydana w 1819 w Edynburgu, w trzeciej części Opowieści mojego gospodarza (Tales of My Landlord); powieść na język polski przetłumaczyła Krystyna Tarnowska (1961). 
Fabuła powieści jest osadzona w Szkocji na przełomie XVII–XVIII wieku. Ukazuje bogate tło narodowe i społeczne; w Narzeczonej z Lammermooru ważną rolę pełnią opisy kultury i zwyczajów narodowych. Jest to historia tragicznej miłości Edgara, pana Ravenswood, i Lucy Ashton, córki jego wroga Sir Williama Ashtona.
Na podstawie powieści powstało libretto opery Łucja z Lammermooru (1835) Gaetano Donizettiego.

## Okoliczności powstania
Powieść powstawała w pierwszej połowie 1819 roku w czasie nawrotu nękających autora po osiem godzin z rzędu kurczów i wymiotów, których bolesności nie było w stanie złagodzić ani opium, ani aplikowane w dużych ilościach laudanum. Pisarz żywił się w tym czasie sucharami i wodą, a czasem łyżką gotowanego ryżu. W paroksyzmach choroby czasami nie rozpoznawał troszczących się o niego w chorobie córek. Funkcję sekretarzy, którym chory autor dyktował powieść pełnili James Ballantyne i William Laidlaw. Gdy dopadał go atak bólu Scott, napinając mięśnie dyktował dalej, upewniając się, że drzwi są zamknięte i pozostali domownicy nie słyszą jego jęków. Gdy ból ustawał, zwlekał się z łóżka i odgrywał przed sekretarzem scenę, która właśnie powstawała. Po ukazaniu się powieści Scott przeczytał ją, gdyż, jak twierdził, niewiele z niej pamiętał. Określił ją wówczas jako  przerażającą, brutalną i groteskową.

## Czas akcji
Wydarzenia, które stały się inspiracją akcji powieściowej, rozegrały się w roku 1669. Scott umiejscowił akcję swojej opowieści w późniejszym okresie, trudno jest jednak określić dokładną datę.
Wydaje się, że w pierwszych wydaniach Scott opowiada się za końcem XVII wieku (niektórzy wskazują na 1695 r.). W wydaniu Magnum Opus z 1830 r. wprowadził znaczące zmiany dotyczące polityki i prawa, przenosząc akcję na czas panowania królowej Anny, na lata 1702-1714 r. Pozostawił jednak aluzje do pierwotnie wybranego okresu, co zaowocowało anachronizmami i nieścisłościami. Co więcej autor nie związał fabuły z żadnym wydarzeniem historycznym. Nie wiadomo nawet, czy Akt Unii (1707) odgrywa w opowieści jakąkolwiek rolę. Michel Crouzet twierdzi, że powieść ta, poświęcona przywoływaniu tego, co nie ma historii (szkockich przesądów, mitycznego i fatalnego powtarzania tych samych dramatów), dzieje się w nieokreślonym czasie legend.

## Fabuła

### Dziedzictwo zemsty
Zrujnowany i pozbawiony majątku  w wyniku Chwalebnej Rewolucji (1688) lord Ravenswood, umierając, przeklina nowego właściciela, sir Williama Ashtona i przekazuje dziedzictwo zemsty swemu synowi Edgarowi. Młodzieniec w trakcie pogrzebu przyrzeka pomścić śmierć ojca.
Przybywszy ze strzelbą na spotkanie sir Williama do Ravenswood, dostrzega go w towarzystwie jego córki, Łucji, w chwili gdy zaatakował oboje rozjuszony bizon. Ravenswood zabija zwierzę jednym strzałem. Młodzi zakochują się w sobie.

### Machinacje sir Williama
Edgar postanawia zaciągnąć się do Irlandzkiej Brygady Jakobitów wraz z młodym lairdem Bucklawem. Pokłóciwszy się z werbującym ich Craigengeltem, obaj mężczyźni udają się do wieży na Wilczej Skale, jedynej posiadłości, jaka pozostała rodzinie Ravenswood. W zamku nie ma nic do jedzenia ani picia. Obrotny sługa, Kaleb, próbuje coś zdobyć w położonej w dole wiosce.
Tchórzliwy Sir William, lord kanclerz, boi się zemsty Edgara. Markiz A., bogaty krewny młodego człowieka, sugeruje, że Edgar zamierza wnieść sprawę do Parlamentu Angielskiego, gdzie ma wszelkie szanse na odzyskanie majątku. Sir William uważa, że małżeństwo z Lucy mogłoby powstrzymać Edgara.
Korzystając z pobytu swojej okropnej żony w Anglii, Sir William postanawia zawrzeć pokój ze swoim wrogiem.  Przybywa z córką, w czasie burzy, na Wilczą Skałę i prosi Edgara o schronienie. Edgar spełnia prośbę gościa. Jednakże służący, Kaleb, nie wiedząc, jak wyżywić wszystkich, zamyka drzwi przed młodym Bucklawem, który odchodzi, przeklinając niegościnność Edgara. 

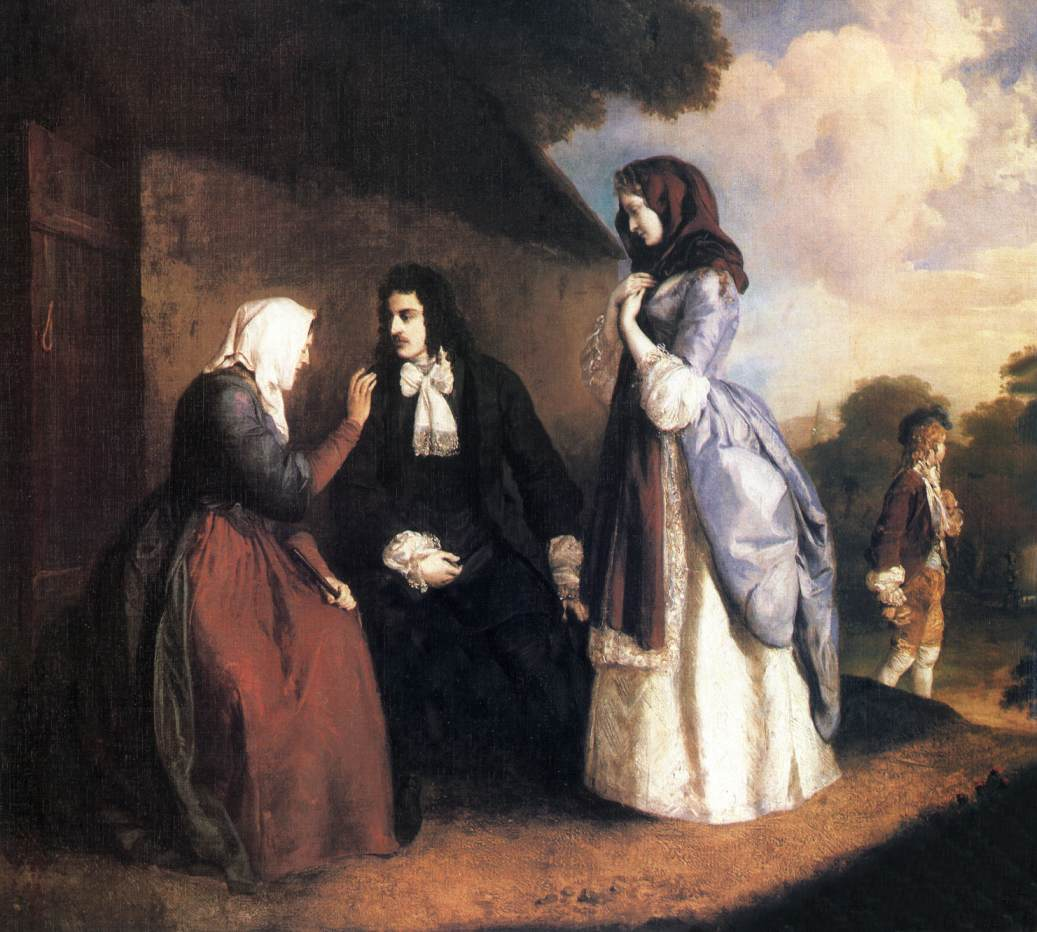
Łucja Ashton i Ravenswood odwiedzają ślepą Alicję.

Sir William przekonuje Ravenswooda, że wyciszył, w jego interesie, skutki wystąpienia młodzieńca na pogrzebie, choć w rzeczywistości, działał mając na oku własną korzyść. Wzruszony Edgar godzi się ze swym dotychczasowym wrogiem i przygotowuje się do odwiedzenia go w zamku Ravenswood, dawnej siedzibie jego rodu. Kaleb jest przerażony i wspomina dawną przepowiednię.  
Gdy pan na Ravenswoodzie w ojczystą wejdzie stronę
By ujrzeć martwe dziewczę i pojąć je za żonę –
 Zostawi swego konia w piaszczystym Kelpu brodzie
A imię jego sczeźnie, jak sczeźnie krąg na wodzie.
W Ravenswood Edgar odwiedza dawną służącą ich rodziny, starą Alicję, która namawia go, by zerwał wszelkie stosunki z rodziną Ashtonów. Zapowiada też, że zakochana w nim Łucja, sprowadzi na oboje nieszczęście. Edgar postanawia, że więcej nie ujrzy dziewczyny, spotyka ją jednak w parku przy fontannie syreny. Młodzi wyznają sobie miłość. Edgar przedłuża swój pobyt w Ravenswood. Sir William udaje, że niczego nie dostrzega. Postanawia sprzyjać młodym, dopóki nie dowie się, jakie ma plany względem młodego Ravenswooda, rosnący w siłę markiz A. Aby sprawę wybadać zaprasza markiza w gościnę. 

### Plany lady Ashton
Bucklaw dziedziczy spory majątek po swojej ciotce. Nadal też chowa urazę do Ravenswooda za zamknięcie przed nim bramy Wilczej Skały. Dowiaduje się, że w Northumberland, gdzie przebywa lady Ashton, zostało zaaranżowane jego małżeństwo z Łucją. Po objęciu majątku jest dla lady Ashton wystarczająco zamożny by mogła go uznać za kandydata na męża jej córki. Pani Ashton liczy również na jego wpływy polityczne, wobec zamierzonego przez jej starszego syna, Sholto, ubiegania się o miejsce w parlamencie. Bucklaw widzi w tym projekcie okazję do odegrania się na Ravenswoodzie, wysyła więc swego zaufanego, tchórza i opoja, Craigengelta, by wyraził zgodę  na aranżowane małżeństwo i poinformował lady Ashton o tym, co dzieje się w Ravenswood. Pani Ashton spada niespodziewanie na Ravenswood, odprawia Edgara i torpeduje przymierze męża z markizem A., który zamierzał przeciągnąć lorda kanclerza, wiga, na stronę torysów. 

### Pod presją
Nadchodzi spodziewany kryzys polityczny. Królowa Anna powierza torysom władzę w Szkocji. Markiz A. wysyła Edgara z misją na kontynent. Po roku rozchodzi się wiadomość, że zamierz on tam zawrzeć ślub. Lady Ashton przechwytuje korespondencję młodzieńca do Łucji. Przekonuje córkę, że narzeczony zwolnił ją z przysięgi. Bucklaw dochodzi do wniosku, że Łucja nie ma ku niemu żadnych skłonności, tylko boi się matki. Lady Ashton naciska na córkę, by zerwała z Edgarem. Zatrudnia jako osobistą pielęgniarkę Łucji, starą uzdrowicielkę, Aislie Gourlay. Starucha karmi swą podopieczną ponurymi historiami i złowieszczymi przepowiedniami. Łucja zaczyna wierzyć, że jej poczynaniami kieruje zły los. Jej stan zdrowia stale się pogarsza, popada w melancholię. Zaniepokojony o nią pastor wysyła sekretnego posłańca z jej listem do Edgara.

### Tragedia

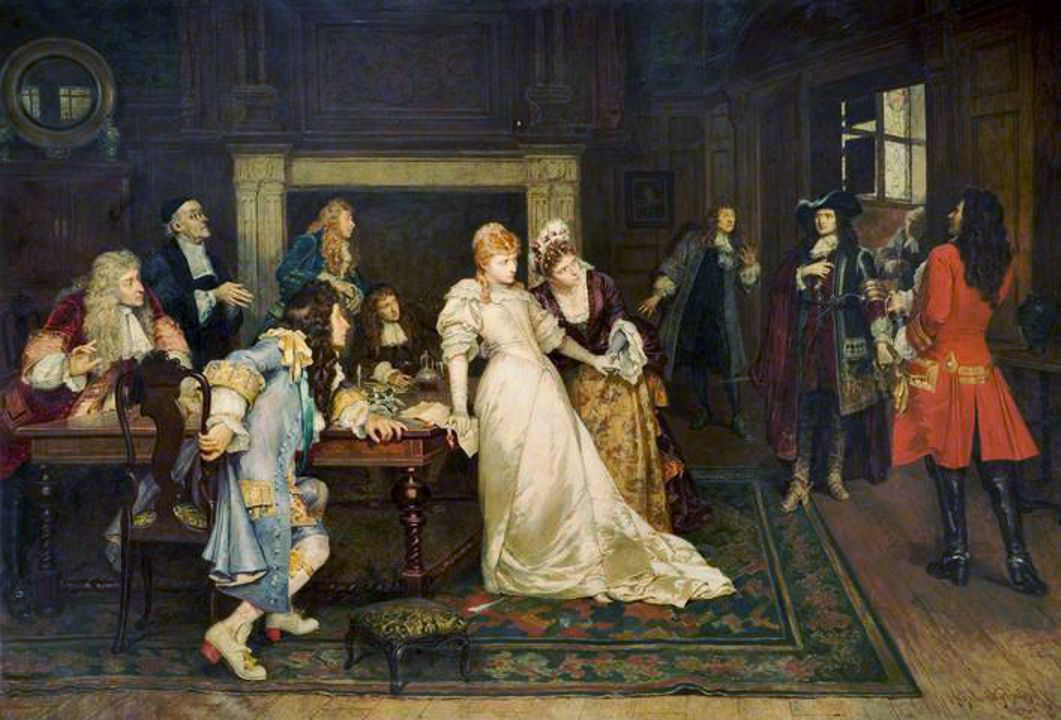
Edgar staje przed Łucją

Ponieważ nie nadchodzi odpowiedź od Edgara, w święto świętego Judy dochodzi do podpisania kontraktu małżeńskiego Łucji z Bucklawem. Gdy Łucja składa podpis, zjawia się Ravenswood i pyta ją o jej uczucia. Wstrząśnięta Łucja nie potrafi wydobyć z siebie głosu. Cztery dni później odbywa się wesele. Wieczorem Łucja ciężko rani sztyletem swego męża, majaczy i następnego dnia umiera.
Na pogrzebie siostry Sholto wyzywa Edgara na pojedynek. Kiedy Edgar udaje się konno na miejsce pojedynku, zostaje wchłonięty przez ruchome, nadmorskie piaski. Tak spełnia się przepowiednia o końcu rodu Ravenswoodów. Wierny sługa, Kaleb, umiera w rok po śmierci swego pana. Nieszczęście nie omija i rodziny Ashtonów. Sholto ginie w pojedynku. Jego ojciec umiera niedługo po nim. Młodszy syn, Henry umiera nie ożeniwszy się. Tylko lady Ashton dożywa późnej starości. Do końca pozostaje dumna i nieustępliwa.